# Fulgenticapsus
Fulgenticapsus is een geslacht van wantsen uit de familie van de Miridae (Blindwantsen). Het geslacht werd voor het eerst wetenschappelijk beschreven door  in .

## Soorten
Het genus bevat de volgende soorten:

- Fulgenticapsus acatepeci Schaffner, 1979
- Fulgenticapsus reyesi Schaffner, 1979